# 胡穗珊
胡穗珊（英語：Suzanne Wu Sui-shan，1980年11月5日—），香港的政治人物，前香港油尖旺區議會油麻地南選區議員。祖籍廣東省東莞縣，工黨前主席。曾任職工盟組織幹事、清潔服務業職工會總幹事，及太古飲料（香港）職工總會總幹事等勞工組職要職。 2021年9月，胡穗珊因在新宣誓要求下被裁定宣誓未被確認，即時離任區議員一職。

## 簡歷
成長於基層家庭，自小立志成為記者。大學參與學生會，越接觸社會，越發現單是與人民同行並不足夠，更要一起改變不公義。畢業後走入社運，由校園外判工、清潔、飲食工人，一步步與基層並肩奮鬥。
畢業於聖士提反書院，香港理工大學語言及傳意學士。2013年任職工盟組織幹事期間，得「志奮領留英獎學金（Chevening Awards）」，留學英國就讀華威大學，取得性別與國際發展碩士（MA in Gender and International Development）。

## 社運生涯
理工大學學生時期已被校方點名麻煩友。畢業後回到理大為工友爭取應有薪酬，與同學走上校長室便攤開banner。當時理大保安屬於外判職工，每日工作12小時但月入不足6,000元。後來成功爭取理大開管理公司，清潔工由外判改為由大學聘請，月薪由4,000多元加至6,000元。大學保安亦由兩更制轉了三更制，人工加兩成，更可成立工會。
畢業後加入職工盟任組織幹事，面見她的是李卓人太太、時任總幹事鄧燕娥。

### 罷食大家樂行動
2010年10月27日，臨時最低工資委員會成員陳裕光旗下的大家樂集團，宣稱正循序漸進提升員工時薪，以配合最低工資立法。但據蘋果日報發現，大家樂邊加人工，邊將員工用膳時間改為無薪，部份員工收入可能因加得減。大家樂接受查詢時沒正面回應，只強調集團正推行膳食時間管理，對員工仍然提供免費膳食，而集團會逐步提升員工時薪以接近最低工資水平。此番言論招致網民發起罷食大家樂行動，時任飲食及酒店業職工總會組織幹事的胡穗珊亦發起全港市民罷食大家樂。工會成員表示會穿上「太刻薄T恤」，朝八晚九於店外呼籲市民支持罷食，又會於繁忙時間到其餘三十家分店呼籲。表態支持及會動員參與罷食的至少有二十二個團體，包括教協、勞工、學生及宗教組織。
2010年11月5日，胡穗珊連同職工盟成員及飲食及酒店業職工總會成員到火炭的大家樂中心請願，並試圖遞交罷食宣言，卻遭保安和警員阻止。二十多名記者和請願者冒著雨擠在三尺寬的入口處抗議大家樂不肯面對公眾，並斥責警方阻礙市民表達意見。及後大家樂打算在入口處收信，胡穗珊直斥大家樂沒有誠意：「我地黎係想見陳裕光，如果係呢度見我地不如FAX俾你地！」
2010年11月8日，陳裕光回應，稱原意是將集團7,000名員工薪酬逐步增至法定最低工資水平，不料推出時機不當，他願負全責；並宣佈大家樂即時收回用膳時間不計入工時的安排，而安排下員工已獲得的薪金上調則仍會保留。

### 工黨創黨、當選主席、辭任退黨
2011年，成為工黨創黨黨員，並任第一屆執委會成員。
2015年12月13日，在黨員大會中得逾六成支持，獲選為新任主席，任期2年。
2017年8月23日，辭任黨主席，並退出工黨。

#### 主席任內
2016年3月6日，工黨主席胡穗珊對亞洲電視禁止員工討薪直言是不平等條款，又斥勞工處對亞視做法置若罔聞，表現無能。胡指新投資者有資金不可能不承擔債務和對員工的責任，亞視卻將支薪的責任交予破產欠薪保障基金，是企圖將破欠基金當作提款機。
2016年5月6日，工黨到公司註冊處抗議處方在查冊系統上修改查冊要求和增加限制。工黨主席胡穗珊認為改制有礙傳媒進行偵查及調查報導的工作，影響公眾知情權。
2016年6月7日，政府修改有關外判非技術工人的招標制度，工人薪酬水平越高，標書得分將越高。工黨主席胡穗珊表示，政府外判制度仍有很多因素要改善，公共服務亦不應無止境外判；應考慮引入行業工資中位數，作為工人薪金下限，令政府合約工薪金不低於市場。
2016年立法會選舉，代表工黨出選九龍東，排名單頭位。9月2日民主動力民調公布後，胡穗珊自知支持度較低，宣布停止競選工程，以將選舉資源調撥予其餘各區工黨候選人，並望九龍東選民將選票轉投其他撐基層、撐弱勢的候選人。胡穗珊名單最後落選，得票 2,535 (0.77%)。工黨4張名單出戰地方選區，僅張超雄在新界東成功連任、得一議席（上屆：地方選區3席，功能界別1席）。胡穗珊率先棄選，催化了自決派和泛民主派的棄保效應。

### 加入社區前進，後成功當選油尖旺區議員
胡穗珊退出工黨後一段時間便加入了前興民主派地區團體「社區前進」，更出任油麻地南社區主任，挑戰現任區議員民建聯楊子熙。最終她成功當選。

### 其他事件
據報章訪問，幾年前，二十多名超市女工被凍肉公司外判商走數，老闆無影踪。胡穗珊連同二十多名超市女工到公司門口阻出車。期間，不論司機阻擾、公司公關勸諭，都沒有動搖。最後，成功爭取外判商找數。
曾經房署有清潔外判公司要減人工，工友找上胡穗珊。但罷工前一晚，大家突然打退堂鼓，剩下三個工友。第二日早上時剩下四人還在，但其他女工放工打完卡，見大家企得咁硬，決定返過來一齊撐。最後不用減人工，仲每人加多一百蚊。

## 外部連結
- 胡穗珊的Facebook專頁

| 議會席位      | 議會席位                                                   | 議會席位                     |
| ------------- | ---------------------------------------------------------- | ---------------------------- |
| 前任： 楊子熙 | 油尖旺區議會 油麻地南選區區議員 2020年1月1日-2021年9月28日 | 空缺                         |
| 政党职务      |                                                            |                              |
| 前任： 李卓人 | 工黨主席 2015年12月15日-2017年8月23日                      | 繼任： 趙仕信（代理） 郭永健 |